# 張九一 (嘉靖進士)
張九一（1533年—1598年），字助甫，號周田，河南省汝寧府新蔡縣孙召乡绿波楼村人，明朝政治人物。

## 生平
父张苹是秀才出身，以课徒为业。张九一十四歲補邑諸生，二十歲由縣學生中式壬子科（1552年）河南鄉試第三名舉人，嘉靖三十二年（1553年），张九一聯登癸丑科進士，授湖廣黃梅縣知縣，考績最優，擢拔為吏部稽勲司主事，歷官文选司员外郎、验封司署郎中，四十年（1561年）四月升南京尚寶司卿，八月考察以不职降调，調補廣平府同知，四十三年升湖广按察司佥事。隆慶二年考察降调，罢职归乡。历升陕西右参议，萬曆五年（1577年）十一月升江西副使，六年八月調補陕西副使、甘肃管粮兼理分巡，八年五月升本省右参政，九年三月升山东按察使，七月调任山西，十一年正月升山西右布政使，闰二月官至都察院右佥都御史，巡抚宁夏。十四年二月科道纠拾，调外任。万历十七年（1539年）十月，以吏科都给事中陈与郊等奏荐，以原官巡抚贵州，未赴任，十二月因工科给事中林材弹劾其居喪期间酗饮达旦，歌舞通宵，至若求严世蕃之结欢，望张居正之鉴识，詔令九一回籍听用

## 文名
与蒲圻魏裳（字顺甫）、南昌余曰德（字德甫）、铜梁张佳胤（字肖甫）同有文名，时称“四甫”。

## 家族
曾祖張淮，巡檢；祖張俴，監生；祖母梅氏；父張苹 （1513年-1570年），字汝清，號鹿野；母戴氏，封太安人。具慶下，從兄九錫；九德；九韶；九經；九容；九皐，弟九二；九三。